# Alumni Athletic Club
L'Alumni Athletic Club fou un club de futbol argentí de la ciutat de Buenos Aires.

## Història

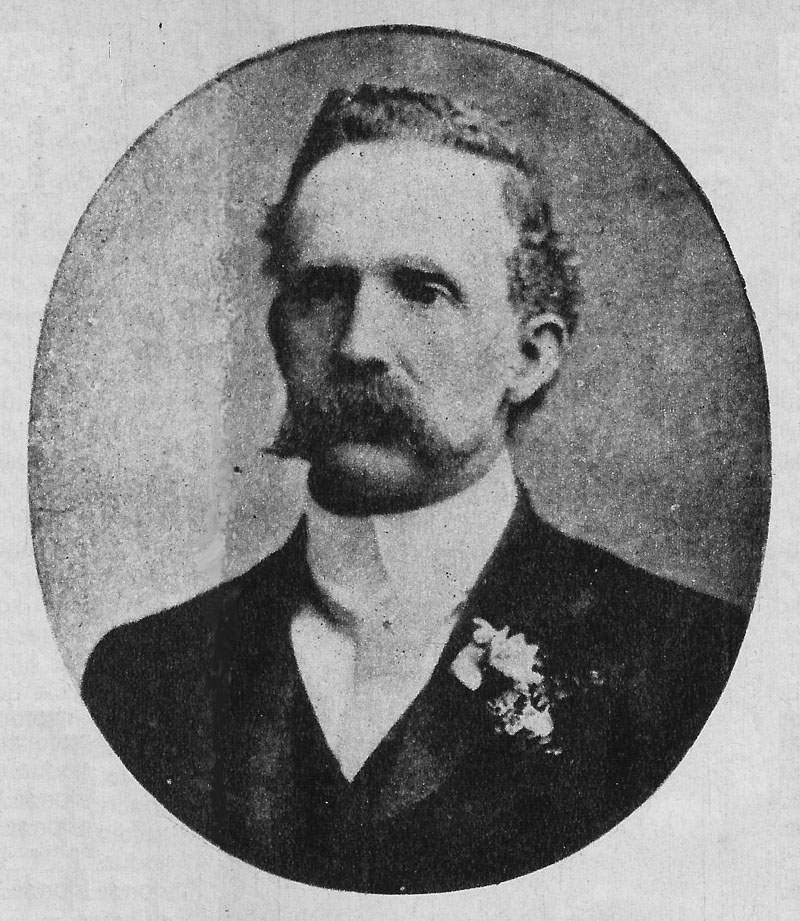
Alexander Watson Hutton, considerat pare del futbol argentí.

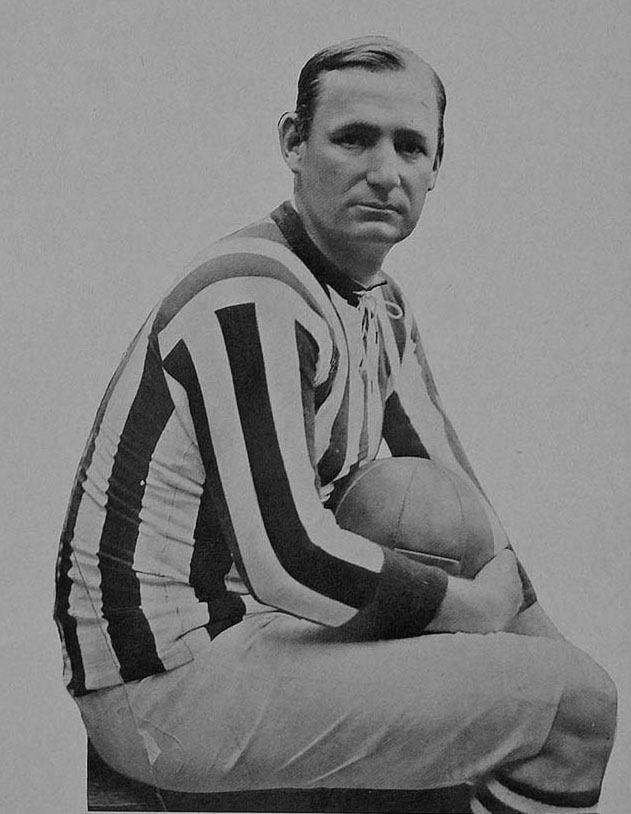
Jorge Brown també fou capità de l'Argentina entre 1908 i 1914.

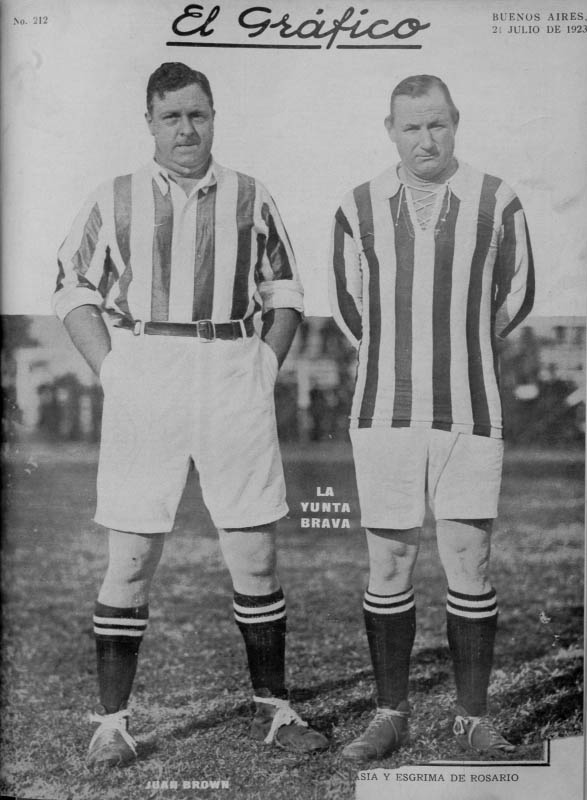
Juan i Jorge Brown el 1923.

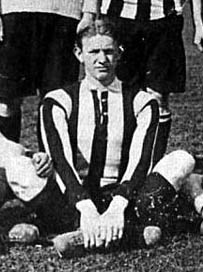
Eliseo Brown és el màxim golejador del club amb 68 gols.

Les arrels del club daten de l'any 1893 quan un grup d'estudiants del Buenos Aires English High School juntament amb Alexander Watson Hutton (considerar el pare del futbol argentí) formaren un equip per participar en el campionat argentí. El 3 d'octubre de 1898 es fundà el club English High School Athletic Club. L'any 1900 guanyà el seu primer títol argentí. Fou l'inici d'una dècada en la qual fou el gran dominador del futbol argentí. L'any 1901 foren prohibits els noms d'escoles i el club adoptà el nou nom Alumni Athletic Club. Amb aquest nom, el club guanyà nou campionats argentins més, el darrer l'any 1911.
L'any següent l'equip deixà de competir, i molts jugadors ingressaren al Quilmes. que acabà obtenint el títol aquell any. El club fou dissolt definitivament el 24 d'abril de 1913.
L'any 1951 l'English High School creà un equip de rugbi amb el nom Asociación Alumni.

## Jugadors

### Màxims golejadors
| Temporada | Jugador              | Gols |
| --------- | -------------------- | ---- |
| 1900      | Spencer Leonard      | 8    |
| 1902      | Jorge Brown          | 11   |
| 1903      | Jorge Brown          | 12   |
| 1904      | Alfredo Brown        | 11   |
| 1905      | Carlos Lett          | 12   |
| 1906      | Eliseo Brown         | 8    |
| 1907      | Eliseo Brown         | 24   |
| 1908      | Eliseo Brown         | 19   |
| 1909      | Eliseo Brown         | 17   |
| 1910      | Arnold Watson Hutton | 13   |
| 1911      | Ernesto Lett         | 10   |

### Capitans
| Període   | Jugador       |
| --------- | ------------- |
| 1899–1902 | Andrés Mack   |
| 1903–04   | Jorge Brown   |
| 1905      | Juan J. Moore |
| 1906      | Jorge Brown   |
| 1907–10   | Alfredo Brown |
| 1910–11   | Jorge Brown   |

## Uniforme

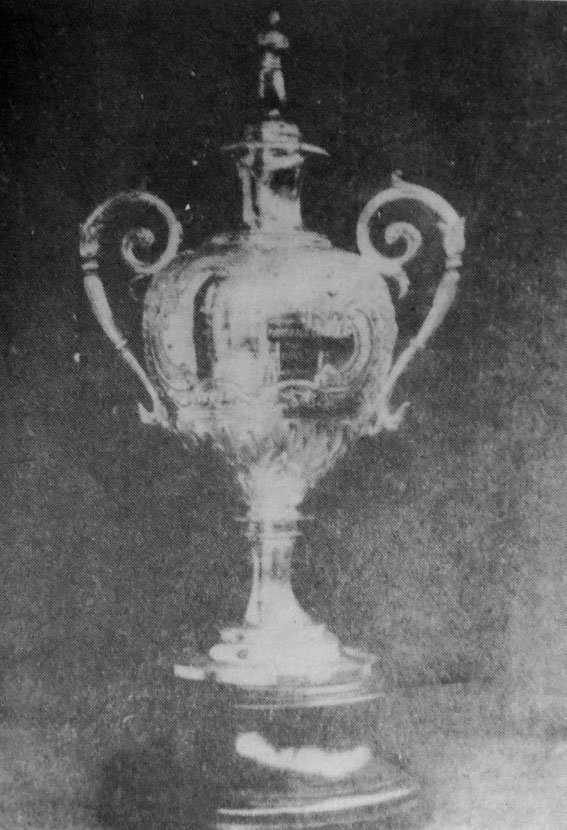
Trofeu atorgat a l'Alumni pels títols dels anys 1900, 1901 i 1902.

L'uniforme de l'English High School es basava en línies vermelles horitzontals. El 1901 adoptà les ratlles verticals vermelles.
| 1893-1900 | 1901-1911 |

## Palmarès
- Campionat argentí de futbol (10): 1900, 1901, 1902, 1903, 1905, 1906, 1907, 1909, 1910, 1911[11]
- Copa de Honor Municipalidad de Buenos Aires (2): 1905, 1906[12]
- Copa de Competencia Jockey Club (3): 1907, 1908, 1909
- Tie Cup (6): 1901, 1903, 1906, 1907, 1908, 1909
- Copa de Honor Cousenier (1): 1906

## Galeria

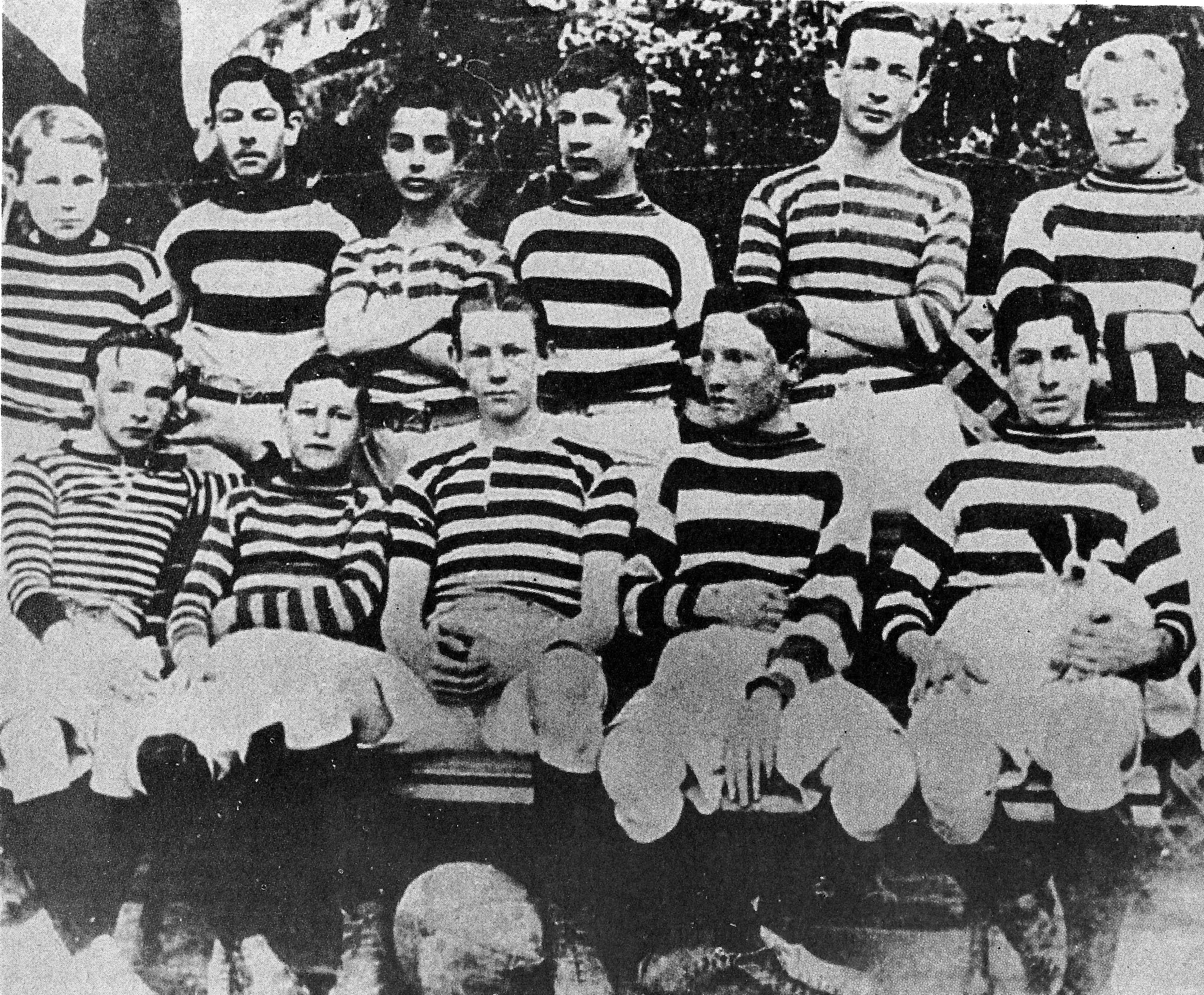
Buenos Aires English High School cap a 1899.
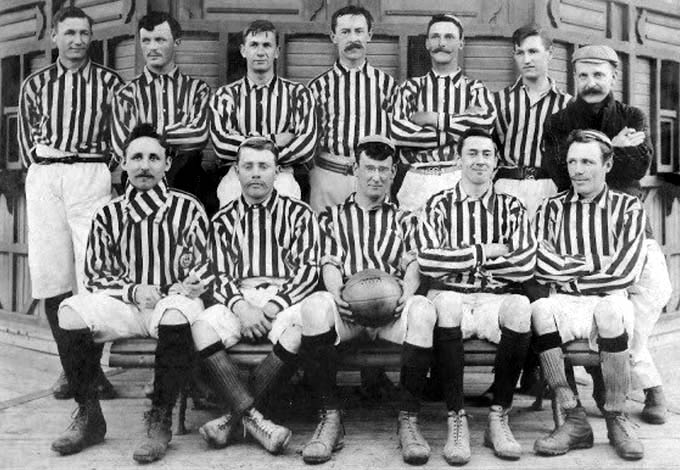
Alumni el 1902.
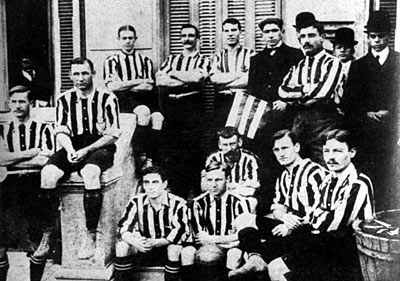
Alumni el 1906.
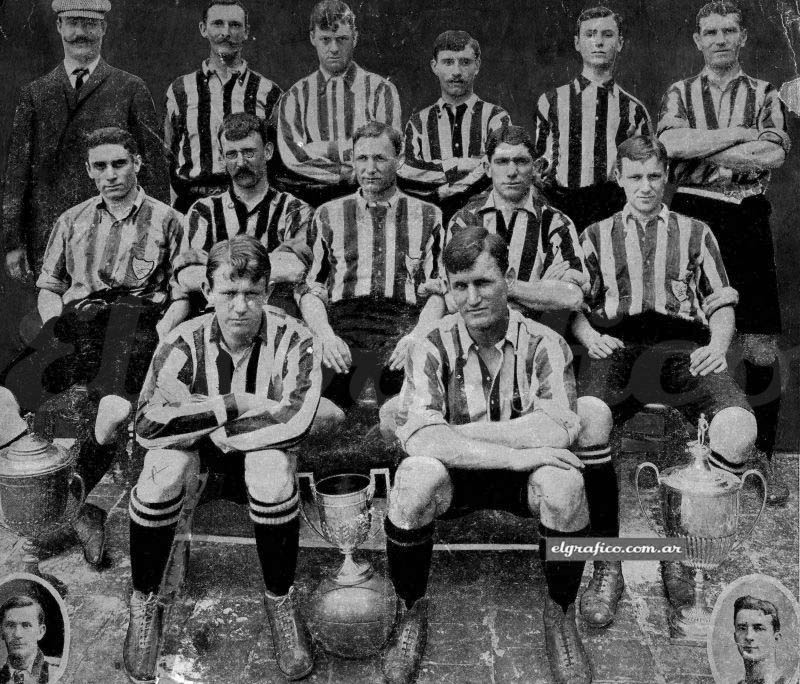
Alumni el 1907.
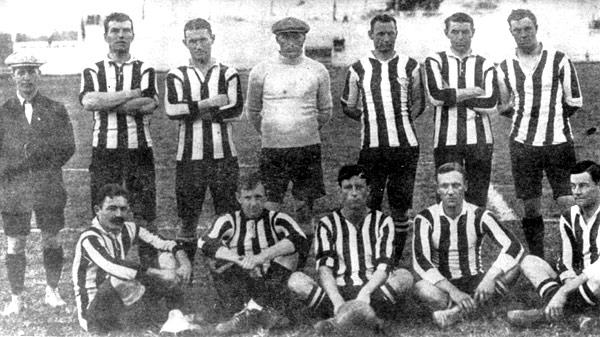
Alumni el 1910.
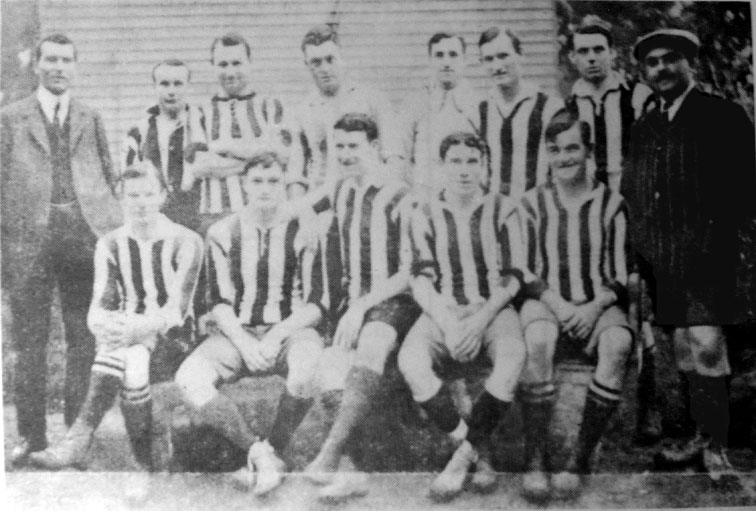
Alumni el 1911.
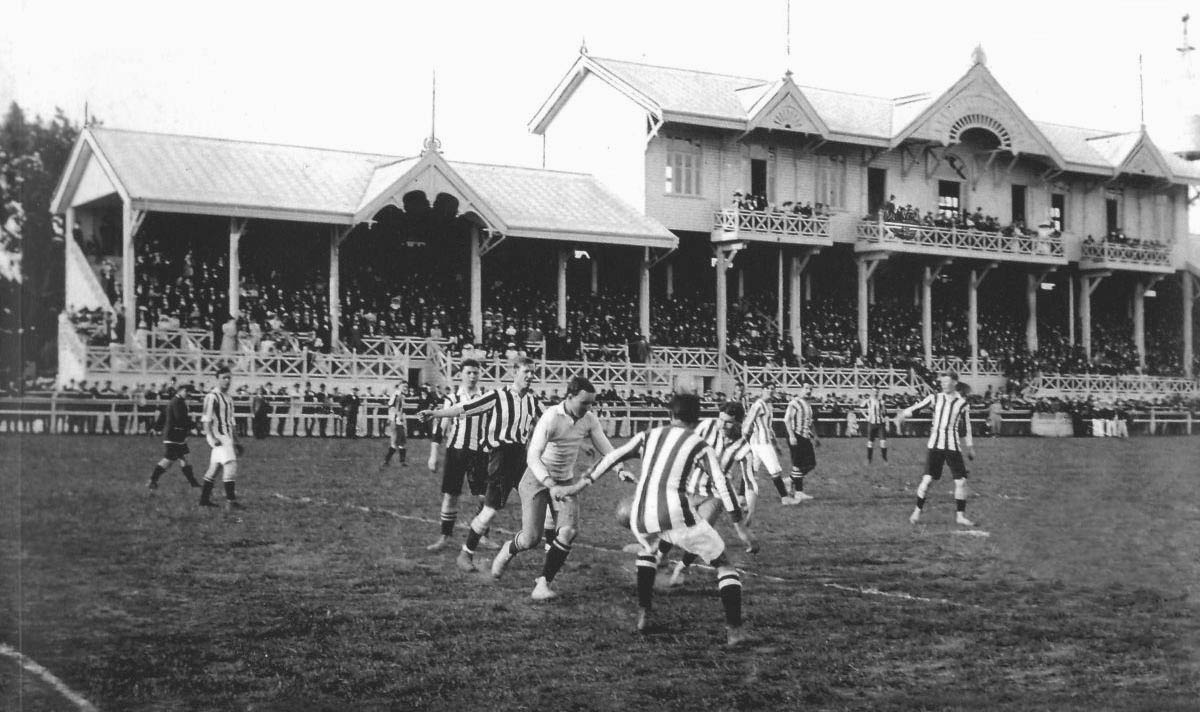
Darrer partit de l'Alumni (pantalons blancs) vs. Porteño el 1911.
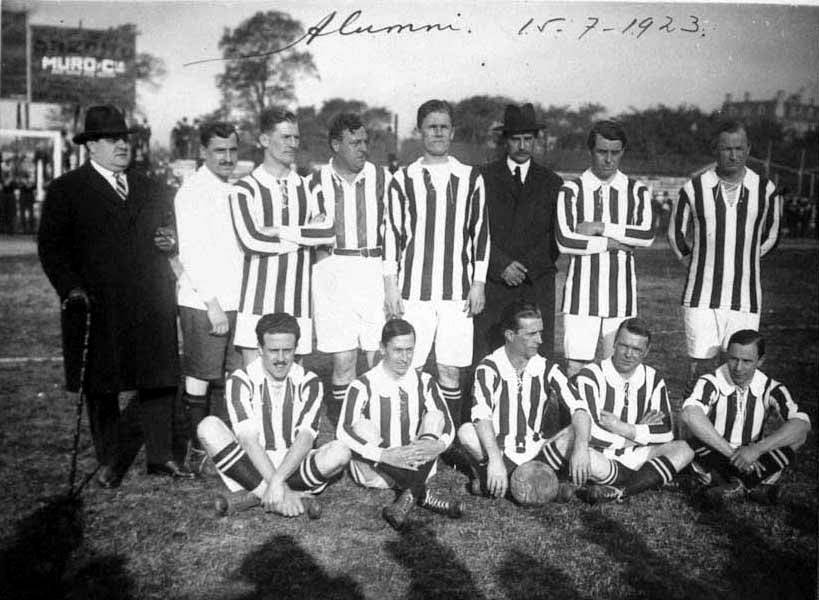
Jugadors de l'Alumni reunits el 1923.